# Bert Maalderink
Bert Maalderink (Steenderen, 7 september 1963) is een Nederlands sportverslaggever. Maalderink is sinds 1994 in dienst bij de NOS. Hier maakt hij verslagen voor onder andere Studio Sport. Maalderink is onder andere de vaste interviewer voor de NOS tijdens zowel nationale als internationale schaatswedstrijden. Daarnaast was hij tot en met 2018 'Oranje-watcher'.
Op 27 juni 2008, nadat Nederland was uitgeschakeld op het EK voetbal, werd bekend dat hij wilde stoppen bij de NOS vanwege "een gebrek aan steun en vertrouwen". Na een gesprek met hoofdredacteur Maarten Nooter besloot Maalderink ongeveer twee maanden later toch te blijven. Nadat Jack van Gelder de NOS verliet, werd Maalderink gevraagd om na afloop van de interlands het interview met de bondscoach in beeld te doen. Doordat Maalderink weigerde, kreeg collega-verslaggever Jeroen Stekelenburg deze taak. In plaats van in 2016 het Nederlands voetbalelftal (dat niet gekwalificeerd was voor het EK) te volgen, stuurde de NOS hem met de Rode Duivels mee. Op het WK in 2018 was hij vooral bij het Australië van Bert van Marwijk.
Op de Olympische Winterspelen 2018 werd naast Maalderink ook collega Jeroen Stekelenburg naar Pyeongchang gestuurd voor het schaatsen. De rolverdeling tussen de twee werd steeds onduidelijker. In oktober 2018 werd besloten dat Maalderink vanaf het nieuwe seizoen vast het schaatsen doet, Jeroen Stekelenburg zal de enige verslaggever bij het Nederlands elftal zijn. Maalderink wordt nog wel ingezet bij voetbal. Hij gaat bijvoorbeeld op bezoek bij de tegenstanders van Oranje.

## Kritiek
Maalderink wordt door sommige kijkers bekritiseerd vanwege zijn stemgeluid en zijn vraagstelling. Hij krijgt ook bijval uit onverwachte hoek. Tijdens het EK voetbal 2008 maakte radio-dj Rob Stenders een Hyves-profiel aan. Stenders maakte zich sterk voor de journalist omdat hij vond dat deze "omstreden" is in de sportwereld en daar verder weinig vrienden heeft.

## Auteurswerk
Op 20 september 2010 publiceerde Maalderink zijn eerste boek, genaamd Buiten beeld - de Oranje jaren van Bert Maalderink.